# Ove Sommelius
Malte Ove Sommelius, född 3 februari 1896 i Helsingborg, död 1977, var en svensk chefredaktör.
Ove Sommelius var son till Malte Sommelius. Han avlade studentexamen i Helsingborg 1913 och juris kandidat vid Lunds universitet 1922. Där var han studentkårens ordförande höstterminen 1922. Från 1924 var han huvudredaktör och ansvarig utgivare för Helsingborgs Dagblad, där hans far länge varit styrelseordförande. Från 1926 var han tidningsbolagets VD och från 1931 ägde han aktiemajoriteten där. Han köpte 1951 även kvällstidningen Helsingborgs-Posten, vars namn ändrades till Kvällsnytt. Som publicist utvecklade Sommelius konsekvenser av 1914 års försvarspolitiska idéer, som han länge fortsatte att hylla. 
Under andra världskriget framträdde i Helsingborgs Dagblad Tysklands krigsmakt som den europeiska kulturens enda kompetente vårdare och beskyddare. Ett annat markant drag i tidningens inlägg denna tid var besvikelse över att Sverige inte trädde in på Finlands sida i kriget 1941. I Helsingborg där han intresserade sig för lokalpolitiken, var han aktiv inom det så kallade Medborgarförbundet, som 1933 bröts ut ur högern men återförenades med dem 1947. Sommelius, som tillhörde stadsfullmäktige i Helsingborg från 1926, var ordförande i Medborgarförbundet 1943–1947 och stadsfullmäktiges vice ordförande 1947–1950 samt var dess förste vice ordförande från 1952. Hans avgång 1950 berodde på att stadens hamn- och bangårdsfråga gick honom emot. Sommelius blev 1935 vice ordförande och var från 1948 ordförande i styrelsen för Förenade landsortstidningar.